# Dutra D4K
A Dutra D4K magyar összkerék-meghajtású mezőgazdasági vontató (traktor), melyet a kispesti Vörös Csillag Traktorgyár (VCST) gyártott 1960-tól 1972-ig. Kezdetben a négyhengeres motorral szerelt D4K–A alapváltozatot, majd 1964-től az erősebb hathengeres motorral ellátott és jelentősen áttervezett D4K–B változatát gyártották. A magyar mezőgazdasági üzemek és erdészetek elterjedt járműve volt az 1960-as évektől és jelentős mennyiségben exportálták is, főleg az NDK-ba. A modellt 1972-től a Dutra 1000 váltotta fel.
A 2000-es évek eleje óta létezik Balatonbogláron a Dutra Múzeum.